# Marta Valdenebro Rodríguez
Marta Valdenebro Rodríguez, née le 16 avril 1977, est une femme politique espagnole membre du Parti populaire (PP).

## Biographie

### Vie privée
Elle est mariée et mère de deux enfants.

### Profession
Elle est enseignante.

### Activités politiques
Elle est maire de Villanueva de la Torre de 2011 à 2015 et députée provinciale.
Elle devient députée de la province de Guadalajara au Congrès des députés en juin 2011.
Le 9 janvier 2017, elle devient sénatrice de la même circonscription au Sénat en remplacement de Juan Pablo Sánchez Sánchez-Seco.